# رود سیلوا
 رود سیلوا رودی است که از Middle Urals سرچشمه می‌گیرد که. این رود از کشور روسیه می‌گذرد.